# 王云 (1916年)
王云（1916年—2010年8月3日），女，江苏靖江人，中华人民共和国政治人物，曾任中华全国妇女联合会第二届、第三届执委、第四届书记处书记；全国妇联第一任法律顾问处主任；第三届全国人大代表，第六、七届全国政协委员。副部长级待遇离休干部。

## 生平
1933年江苏省立苏州女子师范学校毕业。1936年毕业于江苏省立苏州中学高中部。1938年赴延安，在陕北公学旬邑分校学习，任学生总会组织部部长、52队指导员，1938年加入中国共产党。1938年底至1941年调入延安中国女子大学任宣传干事，并在高级班学习。1941年至1947年历任中央妇委干事、西北局妇女生活调查团团长，延安裴庄乡文书兼小学教师，中央妇委研究员。1947年参加晋察冀中央土改工作团。1947年底离开中央妇委参加山东渤海区党委土改整党工作，任工作队队长。1948年9月济南解放后，任济南纺织厂监委书记。1949年任上海市妇联副秘书长、副主任。1952年调任中共山东分局妇委副书记、书记，山东省妇联主任、山东省委候补委员。1955年至1958年任全国妇联办公厅副主任、主任。1958年任中共中央办公厅群众工作组研究员，着重研究妇女群众工作。1960年调江苏省委监察委员会任专职委员。1977年至1984年历任全国妇联办公厅主任、第四届书记处书记，分管办公厅、机关党委、干部人事、维护妇女儿童权益等工作，兼任中直机关党工委常委，全国妇联第一任法律顾问处主任。1983年至1987年任中央整党指导委员会办公室检查组副组长。曾任中国女律师联谊会顾问，中国妇女运动历史资料编纂委员会委员。
2010年8月3日于北京去世。

## 家人
- 丈夫：李士英